# Hàng không năm 1977
Đây là danh sách các sự kiện hàng không nổi bật xảy ra trong năm 1977:

## Chuyến bay đầu tiên

### Tháng 1
- 6 tháng 1 - HAL HPT-32 X2157
- 31 tháng 1 - Cessna Citation II

### Tháng 5
- 3 tháng 5 - Bell Model 301 NASA702
- 20 tháng 5 - Sukhoi T-10 (nguyên mẫu của Sukhoi Su-27)
- 26 tháng 5 - NDN Firecracker G-NDNI

### Tháng 6
- 27 tháng 6 - CASA C.101 Aviojet

### Tháng 7
- 25 tháng 7 - Aero Design DG-1 N10E

### Tháng 8
- 12 tháng 8 - Space Shuttle Enterprise (thử nghiệm tàu lượn)
- 15 tháng 8 - Embraer EMB-111
- 24 tháng 8 - Learjet 28

### Tháng 10
- 6 tháng 10 - Mikoyan MiG-29
- 20 tháng 10 - General Avia F15F I-PROL
- 27 tháng 10 - RFB Fantrainer 98+30

### Tháng 11
- 22 tháng 11 - Antonov An-72 SSSR-19774

### Tháng 12
- 1 tháng 12 - Lockheed Have Blue
- 14 tháng 12 - Mil Mi-26

## Bắt đầu hoạt động
Tháng 9
- 26 tháng 9 - Mitsubishi F-1 trong Không quân Phòng vệ Nhật Bản

Tháng 11
- 1 tháng 11 - Tupolev Tu-144